# Giuseppe Costanzo
Giuseppe Costanzo (Riposto, 2 gennaio 1933) è un arcivescovo cattolico italiano, dal 12 settembre 2008 arcivescovo emerito di Siracusa.

## Biografia
Giuseppe Costanzo è nato a Carruba di Riposto (diocesi di Acireale) il 2 gennaio 1933. È stato ordinato sacerdote nel giorno della solennità dell'Assunzione di Maria il 15 agosto del 1955. È stato professore di esegesi e lingue bibliche.

### Ministero episcopale

#### Vescovo ausiliare di Acireale e vescovo di Nola
Il 21 febbraio 1976 papa Paolo VI lo nominò vescovo ausiliare di Acireale assegnandogli la sede titolare di Mazaca. Già rettore del seminario vescovile di Acireale. Fu consacrato vescovo il 4 aprile 1976. Viene nominato assistente generale dell'Azione Cattolica e manterrà questo incarico dal 22 gennaio 1978; confermato il 16 marzo 1982 fino alla nomina a vescovo di Nola.
Papa Giovanni Paolo II nel 1982 lo nominò vescovo di Nola, dove si trasferì il 6 agosto 1982 e dove esercitò il suo ministero episcopale per sette anni.

#### Arcivescovo di Siracusa
Il 7 dicembre 1989 viene promosso alla sede metropolitana di Siracusa. È stato vicepresidente della Conferenza Episcopale Italiana e vicepresidente del Convegno nazionale delle Chiese d'Italia a Palermo.
Per sua volontà si è realizzato il completamento della costruzione della basilica santuario della Madonna delle Lacrime, consacrata da papa Giovanni Paolo II il 6 novembre 1994. Per il 50º anniversario della lacrimazione della Madonna, ha indetto un anno mariano per l'arcidiocesi.
Ha anche promosso il culto di Santa Lucia, patrona di Siracusa. Nel 2004 ha indetto un anno Luciano in occasione del 1700º anniversario del martirio di Santa Lucia e nell'occasione ha chiesto ed ottenuto dal cardinale Angelo Scola, allora patriarca di Venezia, la concessione del corpo di Santa Lucia in occasione dei solenni festeggiamenti di dicembre.
Nel 2005, in occasione del suo 50º giubileo sacerdotale, ha indetto, unitamente all'anno eucaristico, un anno vocazionale. Sempre in occasione del suo giubileo, il 1º settembre, in occasione delle celebrazioni della Madonna delle Lacrime, il sindaco di Siracusa, Giambattista Bufardeci, gli ha consegnato la cittadinanza onoraria della città.
Per l'anno pastorale 2006/2007 ha indetto un anno Paolino.
È stato vicepresidente della Conferenza episcopale siciliana fino al 30 gennaio 2008, quando, durante la sessione invernale della Conferenza episcopale siciliana, è stato nominato come suo successore Salvatore Gristina, arcivescovo di Catania.
Il 12 settembre 2008 papa Benedetto XVI ne ha accolto le dimissioni presentate per raggiunti limiti d'età secondo le norme del Codice di diritto canonico al compimento dei 75 anni ed è diventato arcivescovo emerito di Siracusa. L'8 novembre 2008, ha accolto il suo successore, Salvatore Pappalardo, consegnandogli il reliquiario della Madonna delle Lacrime, di cui l'arcivescovo è il custode.

## Genealogia episcopale
La genealogia episcopale è:
- Cardinale Scipione Rebiba
- Cardinale Giulio Antonio Santori
- Cardinale Girolamo Bernerio, O.P.
- Arcivescovo Galeazzo Sanvitale
- Cardinale Ludovico Ludovisi
- Cardinale Luigi Caetani
- Cardinale Ulderico Carpegna
- Cardinale Paluzzo Paluzzi Altieri degli Albertoni
- Papa Benedetto XIII
- Papa Benedetto XIV
- Papa Clemente XIII
- Cardinale Marcantonio Colonna
- Cardinale Giacinto Sigismondo Gerdil, B.
- Cardinale Giulio Maria della Somaglia
- Cardinale Carlo Odescalchi, S.I.
- Cardinale Costantino Patrizi Naro
- Cardinale Lucido Maria Parocchi
- Papa Pio X
- Cardinale Gaetano De Lai
- Cardinale Raffaele Carlo Rossi, O.C.D.
- Cardinale Amleto Giovanni Cicognani
- Cardinale Salvatore Pappalardo
- Arcivescovo Giuseppe Costanzo